# Kuhardt
Kuhardt este o comună din landul Renania-Palatinat, Germania.
Se află la o altitudine de 110 m deasupra nivelului mării. Are o suprafață de 4,88 km². Populația este de 1.855 locuitori, determinată în 30 septembrie 2019, prin actualizare statistică[*].